# 何添发
何添发（1938年1月—），广东龙川人，马来西亚归国华侨，中华人民共和国声乐教育家、政治人物，上海戏剧学院原党委书记、代理院长，中华全国归国华侨联合会原副主席，上海市归国华侨联合会原主席，中共十五大代表，第九、十届全国政协委员